# Стив Августин
Стив Августин (на английски: Steve Augustine; роден в Хамилтън, Канада на 26 март, 1977 г.) е американски барабанист, член на Thousand Foot Krutch и FM Static.

## Биография
Първият му албум с Thousand Foot Krutch, That's What People Do, е издаден през 1998 г. от Tooth & Nail Records. Междувременно той също е в поп пънк групата FM Static.